# Otto Morach
Otto Morach, né le 2 août 1887 à Hubersdorf dans le canton de Soleure, et mort le 25 décembre 1973 à Zurich, est un peintre suisse.

## Biographie
Otto Morach a étudié à Berne, Paris et Munich.

## Œuvres
Les œuvres d'Otto Morach peuvent être vues entre autres[évasif] dans le musée d'art de Thoune (de) et au musée d'art de Soleure.

## Prix
- 1971: Prix artistique du canton de Soleure